# Héctor González
Héctor González Garzón (ur. 7 lipca 1937, zm. 23 sierpnia 2015) – kolumbijski piłkarz, brał udział z reprezentacją Kolumbii w Mundialu 1962 w Chile, gdzie grał przeciwko drużynom ZSRR (gdzie zremisowali 4:4) i Jugosławii (gdzie przegrali 0:5). Nie strzelił tam jednak gola.